# Ruta 10 (Uruguay)
Die Ruta 10 Juan Díaz de Solís ist eine Nationalstraße in Uruguay. Sie erhielt 1983 den Namen des spanischen Seefahrers und Entdeckers Juan Díaz de Solís.
Sie führt durch die Departamentos Canelones, Maldonado und Rocha an der Küste entlang und verbindet die dort gelegenen Badeorte. Im Departamento Canelones besteht nur ein kurzes Teilstück, das von der Ruta Interbalnearia östlich der Brücke über den Arroyo Pando bis nach Marindia führt und etwa sieben Kilometer lang ist.  Von Solís führt sie dann vorbei an Bella Vista, Las Flores, Playa Verde und Playa Hermosa bis nach Piriápolis, wo die Ruta 37 einmündet. Mit zwischenzeitlicher Unterbrechung und stark schwankendem Qualitätszustand passiert die Straße dann wieder in gutem Zustand Punta del Este, die Puente Leonel Viera über den Arroyo Maldonado und La Barra und verläuft nun der Küste entlang bis Aguas Dulces. 
An der Laguna Garzón bei der Grenze der Departamentos Maldonado und Rocha überquert die Straße auf einer kreisrunden Brücke das Wasser der Laguna. Entworfen wurde die Laguna-Garzón-Brücke mit einem Radius von 51,5 m von dem Architekten Rafael Viñoly. Sie wurde am 22. Dezember 2015 dem Verkehr übergeben.